# 中国科学院广州地球化学研究所
中国科学院广州地球化学研究所是中华人民共和国的一所地球化学研究机构，是中国科学院的直属研究单位。

## 历史沿革
1987年中国科学院地球化学研究所广州分部建立。1993年独立建所，暂时以中国科学院广州地质新技术研究所名称运行。1994年经中央编委批准正式更名为中国科学院广州地球化学研究所。